# Ершовка (Костанайская область)
Ершовка (каз. Ершов) — село в Узункольском районе Костанайской области Казахстана. Административный центр Ершовского сельского округа. Код КАТО — 396635100.
В 6 км к северу от села находится озеро Улыколь, а в 7 км к северу Курколь.

## Население
В 1999 году население села составляло 1399 человек (715 мужчин и 684 женщины). По данным переписи 2009 года, в селе проживали 1363 человека (669 мужчин и 694 женщины).

## Уроженцы
- Ахмет Мурадов — казахстанский политик, сопредседатель Ассоциации чеченцев и ингушей Казахстана «Вайнах», член Совета Ассамблеи народа Казахстана, член Комитета по вопросам экологии и природопользованию. Депутат Мажилиса парламента Казахстана V и VI созыва.